# 角盔马先蒿
角盔马先蒿（学名：Pedicularis angularis）为列当科马先蒿属的植物，是中国的特有植物。分布于中国大陆的四川等地，生长于海拔3,750米的地区，多生在山坡上，目前尚未由人工引种栽培。